# Nereis longilingulis
Nereis longilingulis är en ringmaskart som beskrevs av Monro 1937. Nereis longilingulis ingår i släktet Nereis och familjen Nereididae. Inga underarter finns listade i Catalogue of Life.